# Сан-Жоржи-д’Уэсти
Сан-Жоржи-д’Уэсти (порт. São Jorge d'Oeste) — муниципалитет в Бразилии, входит в штат Парана. Составная часть мезорегиона Юго-запад штата Парана. Входит в экономико-статистический  микрорегион Франсиску-Белтран. Население составляет 9311 человек на 2006 год. Занимает площадь 379,047 км². Плотность населения — 22,6 чел./км².

## История
Город основан 23 ноября 1963 года.

## Статистика
- Валовой внутренний продукт на 2003 год составляет 89 418 879,00 реалов (данные: Бразильский институт географии и статистики).
- Валовой внутренний продукт на душу населения на 2003 год составляет 10 045,94 реалов (данные: Бразильский институт географии и статистики).
- Индекс развития человеческого потенциала на 2000 год составляет 0,754 (данные: Программа развития ООН).

## География
Климат местности: субтропический.